# 交城广生院
交城广生院，位于山西省吕梁市交城县天宁镇东关槐树街4号，已列为山西省文物保护单位。

## 保护
2021年8月4日，交城广生院由山西省人民政府公布为第六批山西省文物保护单位，编号6-122。